# Dick's Picks Volume 7
Dick's Picks Volume 7 es el séptimo álbum en vivo de Dick's Picks, serie  de lanzamientos en vivo de la banda estadounidense Grateful Dead. Fue grabado el 9, 10 y 11 de septiembre de 1974 en el Alexandra Palace, en Londres, Inglaterra.

## Caveat emptor
Cada volumen de Dick's Picks tiene su propia etiqueta “caveat emptor”, que informa al oyente sobre la calidad del sonido de la grabación. La etiqueta del volumen 7 dice:
“Este disco compacto ha sido remasterizado digitalmente directamente desde la cinta analógica original de 7½ ips de media pista. Es un vistazo de historia, no una grabación profesional moderna y, por lo tanto, puede exhibir algunas anomalías técnicas y los efectos inevitables de los estragos del tiempo.”

## Recepción de la crítica
El crítico Dan Alford comentó que Dick's Picks Volume 7, “es demasiada amalgama para un lanzamiento de archivo”. En una reseña para AllMusic, William Ruhlmann declaró: “Como la mayoría de los álbumes de Dick's Picks, este es para los entendidos, no para los neófitos”.

## Lista de canciones
Todas las canciones escritas y compuestas por Jerry Garcia y Robert Hunter, excepto donde esta anotado. 
| Disco uno |                                          |                            |          |  |
| N.º       | Título                                   | Escritor(es)               | Duración |  |
| 1.        | «Scarlet Begonias»                       |                            | 9:30     |  |
| 2.        | «Mexicali Blues»                         | John Perry Barlow Bob Weir | 3:37     |  |
| 3.        | «Row Jimmy»                              |                            | 8:22     |  |
| 4.        | «Black-Throated Wind»                    | Barlow Weir                | 7:21     |  |
| 5.        | «Mississippi Half-Step Uptown Toodleloo» |                            | 8:49     |  |
| 6.        | «Beat It On Down the Line»               | Jesse Fuller               | 3:31     |  |
| 7.        | «Tennessee Jed»                          |                            | 8:00     |  |
| 8.        | «Playing in the Band»                    | Mickey Hart Hunter Weir    | 23:31    |  |

| Disco dos |                        |                              |          |  |
| N.º       | Título                 | Escritor(es)                 | Duración |  |
| 1.        | «Weather Report Suite» | Eric Andersen Barlow Weir    | 18:19    |  |
| 2.        | «Stella Blue»          |                              | 8:33     |  |
| 3.        | «Jack Straw»           | Hunter Weir                  | 5:20     |  |
| 4.        | «Brown-Eyed Women»     |                              | 5:08     |  |
| 5.        | «Big River»            | Johnny Cash                  | 5:15     |  |
| 6.        | «Truckin'»             | Garcia Hunter Phil Lesh Weir | 10:32    |  |
| 7.        | «Wood Green Jam»       | Grateful Dead                | 5:57     |  |
| 8.        | «Wharf Rat»            |                              | 11:14    |  |

| Disco tres |                                    |                                                                    |          |  |
| N.º        | Título                             | Escritor(es)                                                       | Duración |  |
| 1.         | «Me & My Uncle»                    | John Phillips                                                      | 3:31     |  |
| 2.         | «Not Fade Away»                    | Charles Hardin Holley Norman Petty                                 | 16:28    |  |
| 3.         | «Dark Star»                        | Garcia Hart Bill Kreutzmann Lesh Ron “Pigpen” McKernan Weir Hunter | 24:09    |  |
| 4.         | «Spam Jam»                         | Grateful Dead                                                      | 7:14     |  |
| 5.         | «(Walk Me Out in the) Morning Dew» | Bonnie Dobson Tim Rose                                             | 13:16    |  |
| 6.         | «U.S. Blues»                       |                                                                    | 5:42     |  |

## Créditos y personal
Créditos adaptados desde el folleto que acompaña al CD.
Grateful Dead
- Jerry Garcia – voz principal y coros, guitarra líder
- Donna Jean Godchaux – coros
- Keith Godchaux – teclado
- Bill Kreutzmann – batería
- Phil Lesh – bajo eléctrico
- Bob Weir – guitarra rítmica, coros

Personal técnico
- Bill Candelario – grabación
- Dick Latvala – archivista
- Jeffrey Norman – masterización
- John Cutler – escrutador magnético
- Gekko Graphics – diseño de portada
- Alfred Meeson – representación arquitectónica